# Eternity (album av Elisabeth Andreassen)
Eternity är ett samlingsalbum från 1996 av den norska sångerskan Elisabeth Andreassen. Inspelningarna är gjorda åren 1980–1996, och omfattar olika projekt under Elisabeth Andreassens karriär.

## Låtlista
1. "Eternity" ("I evighet") (Torhild Nigar)
2. "Duet" (Hans Olav Mørk/Rolf Løvland), duett med Jan Werner
3. Waiting for the Morning (Jon Terje Rovedal/Jan Egil Thoreby/Lars Kilevold/Eivind Rølles), med Bobbysocks
4. "Let it Swing" ("La det swinge") (Rolf Løvland/Alexandra Wangberg), med Bobbysocks
5. "Nobody There But Me" (Bruce Hornsby/John Hornsby/Charley Hayden)
6. "Day after Day" ("Dag efter dag") (Monica Forsberg/Lasse Holm), med Chips
7. "Jealousy" (Lasse Holm/Torgny Söderberg), med Chips
8. "Together Again" (Buck Owens)
9. "I'm the Singer, You're the Song" (Jerry Goldstein/Tanya Tucker), duett med Mats Rådberg
10. "Over the Rainbow" (Yip Harburg/Harold Arlen)
11. "Wishing You Were Somehow Here Again" (Richard Stilgoe/Charles Hart/Andrew Lloyd Webber)
12. "Endlessly" (Bruce Roberts/Janis Ian)
13. "Where Did Our Love Go" (Brian Holland/Lamont Dozier/Eddie Holland), med Bobbysocks
14. "All I Ask of You" (Stilgoe/Hart/Webber), duett med Carl Robert Henie
15. "Send in the Clowns" (Stephen Sondheim)
16. "Having a Party" (Lasse Holm/Torgny Söderberg), med Chips
17. "Tell Me on a Sunday" (Don Black/Webber)
18. "You're No Good" (Clint Ballard jr.)